# Comuna Foeni, Timiș
Foeni este o comună în județul Timiș, Banat, România, formată din satele Cruceni și Foeni (reședința).

## Localizare
Situată în sud-vestul județului Timiș, la granița cu Serbia, localitatea Foeni se află la o distanță de 42,1 km de municipiul Timișoara (pe drumul județean DJ 593) și 39,9 km de orașul Deta. Este traversată de drumul național DN59B Cărpiniș - Deta. Se învecinează la nord cu Iohanisfeld, la nord-est cu Giulvăz și la sud cu Cruceni. Întreg teritoriul comunei se găsește inclus în câmpia Timișului. La limita sudică a comunei se găsește râul Timiș, iar pe direcția nord-sud, comuna este străbătută de canalul Bega Mică, parțial canalizat. Întreaga comună este expusă la pericolul de inundații. La inundațiile devastatoare din primăvara anului 2005, Foeni-ul a fost complet inundat și a suferit importante pagube materiale.

## Istorie

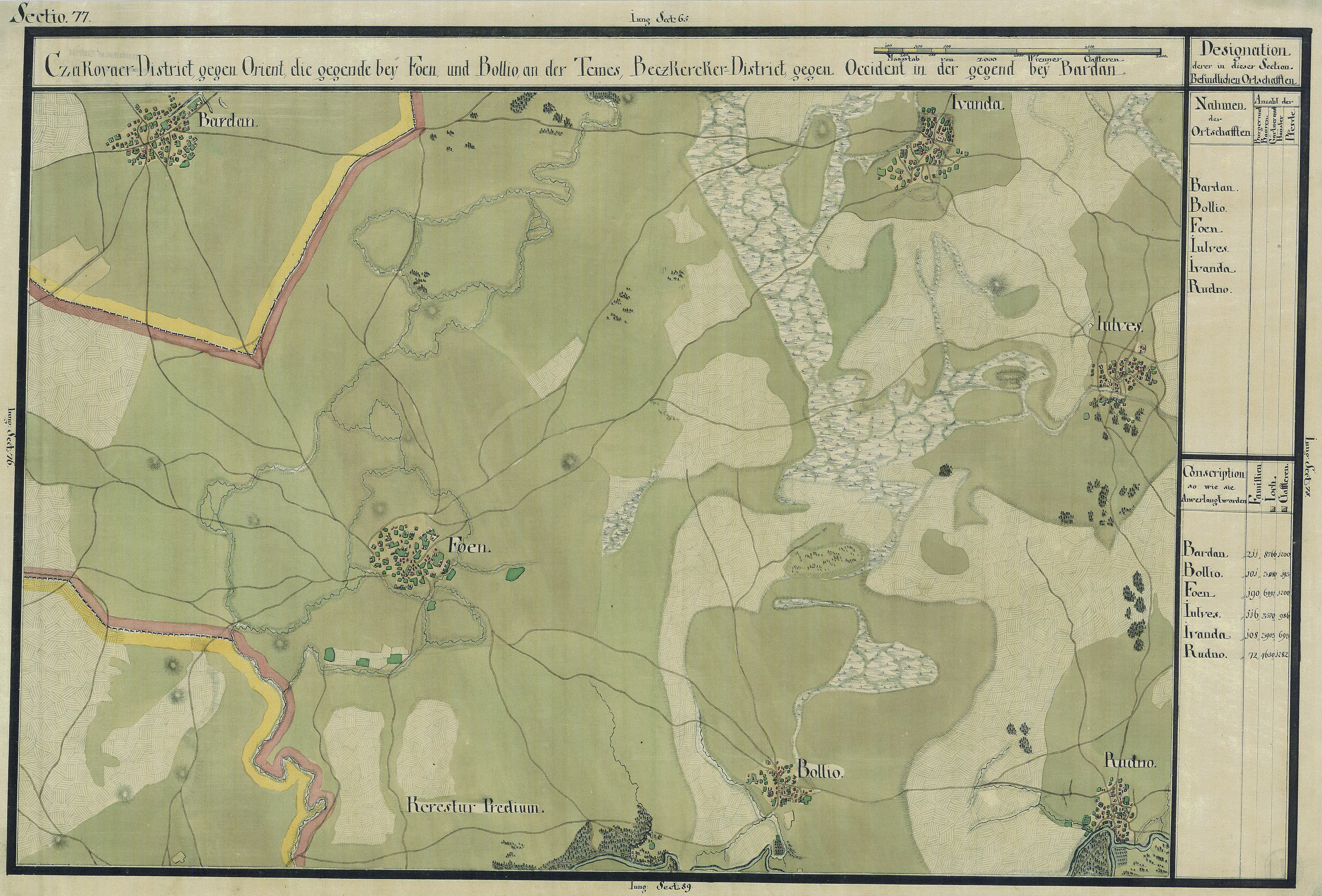
Foeni în Harta Iosefină a Banatului, 1769-72

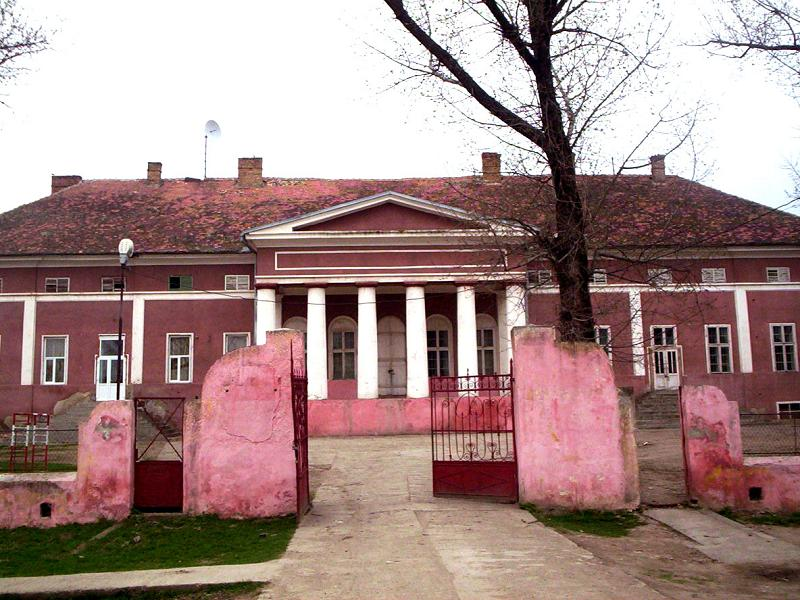
Conacul familiei Mocsonyi, astăzi Căminul Cultural Foeni

În perioada romană a existat aici un castru roman numit Bacaucis.
În evul mediu, la Foeni, în locul numit Vadum Arenarum („Vadul nisipurilor”) lângă apa Timișului a avut loc o mare bătălie in secolul X (anul 934) între invadatorii maghiari și trupele reunite ale pecenegilor, românilor și bulgarilor conduse de ducele Glad. Bătălia s-a terminat cu înfrângerea lui Glad care a trebuit să pregătească apoi o nouă rezistență la Kevea (probabil Cuvin, în Serbia) și apoi la Orșova. Deși a pierdut bătăliile, Glad și urmașii lui au condus în continuare ducatul până in 1003-1004 când dinastia lui Glad a fost înlocuită cu a lui Chanadinus.
Prima atestare documentară datează din 1289 cu numele "Föen". În secolul al XVIII-lea Foeniul intră în proprietatea familiei Mocsonyi.

## Politică
Comuna Foeni este administrată de un primar și un consiliu local compus din 11 consilieri. Primarul, Saveta Moldovan[*], de la Partidul Social Democrat, este în funcție din octombrie 2020. Începând cu alegerile locale din 2024, consiliul local are următoarea componență pe partide politice:
|  | Partid                                 | Consilieri | Componența Consiliului | Componența Consiliului | Componența Consiliului | Componența Consiliului | Componența Consiliului | Componența Consiliului | Componența Consiliului |
|  | -------------------------------------- | ---------- | ---------------------- | ---------------------- | ---------------------- | ---------------------- | ---------------------- | ---------------------- | ---------------------- |
|  | Partidul Social Democrat               | 7          |                        |                        |                        |                        |                        |                        |                        |
|  | Uniunea Democrată Maghiară din România | 1          |                        |                        |                        |                        |                        |                        |                        |
|  | Alianța pentru Unirea Românilor        | 1          |                        |                        |                        |                        |                        |                        |                        |
|  | Partidul Național Liberal              | 1          |                        |                        |                        |                        |                        |                        |                        |
|  | Partidul S.O.S. România                | 1          |                        |                        |                        |                        |                        |                        |                        |

## Obiective turistice
În Foeni se găsesc trei monumente istorice:
- Conacul familiei Mocioni (1750)
- Mausoleul familiei Mocioni
- Podul de cărămidă (1749)
- Lunca Timișului (sit de importanță comunitară inclus în rețeaua europeană Natura 2000 în România)

## Demografie
Componența etnică a comunei Foeni
     Români (74,73%)
     Maghiari (11,07%)
     Sârbi (5,33%)
     Alte etnii (0,67%)
     Necunoscută (8,2%)
Componența confesională a comunei Foeni
     Ortodocși (71,47%)
     Romano-catolici (12,13%)
     Ortodocși sârbi (5,07%)
     Penticostali (2,07%)
     Alte religii (0,87%)
     Necunoscută (8,4%)
Conform recensământului efectuat în 2021, populația comunei Foeni se ridică la 1.500 de locuitori, în scădere față de recensământul anterior din 2011, când fuseseră înregistrați 1.737 de locuitori. Majoritatea locuitorilor sunt români (74,73%), cu minorități de maghiari (11,07%) și sârbi (5,33%), iar pentru 8,2% nu se cunoaște apartenența etnică. Din punct de vedere confesional, majoritatea locuitorilor sunt ortodocși (71,47%), cu minorități de romano-catolici (12,13%), ortodocși sârbi (5,07%) și penticostali (2,07%), iar pentru 8,4% nu se cunoaște apartenența confesională.
Conform informatiilor de la Directia Regionala de Statistica Timis populatia dupa domiciliu la data de 01 iulie 2023 in  comuna Foeni era de 1743 persoane. Conform DEP populatia dupa domiciliu la data de 04.11.2023 in comuna Foeni era 1751 locuitori.